# Rojam Entertainment
Rojam Entertainment（ロジャム・エンタテインメント）は、かつて香港を拠点に活動していた総合音楽プロダクション。創業者は小室哲哉。
持株会社であるRojam Entertainment Holdings Limited（ロジャム・エンタテインメント・ホールディングス）をグループの中核企業として、主に東アジア地域で音楽事業を展開していた。2002年から2009年までは吉本興業の関連会社でもあった。
業績の低迷や他社による買収など紆余曲折を経て、2011年8月23日にMedia Asia Group Holdings Limited（メディア・アジア・グループ・ホールディングス、中国語: 寰亞傳媒集團有限公司）に社名を変更。現在は小室や吉本興業とは無関係の企業となっている。

## 概要
- 当初は小室哲哉主宰のインディーズレーベルとして設立されたが、次第にレコード会社、芸能プロダクション、プロデュース・製作集団など様々な側面を有していった。
- 社名の由来は「MAJOR」の逆さ読み。小室の「どんなメジャーレーベルも最初はアマチュア」という意向で名づけられた[1]。スローガンは「Major Entertainment Network in Asia」。
- プロデューサーチームとしての活動は、楽曲制作・ボーカルディレクションは小室が集めた約50人もの所属プロデューサーの中で行われ、小室は自ら所属するユニット以外のアーティストに直接関わる事は極力避け、アジアの200人に上るDJから届いたボーカルトラック・リミックス音源の選定に関わるのを中心とし、飽くまでもアジア各国への歌手・DJ・リミキサーのプロモーションのオーガナイザーとして一歩引いた活動をしていた[2][3][4]。
- 「ROJAM.COM Compilation Vol.1」を2000年10月に発売する予定があった。収録楽曲の一部が「日落時突然想見你（BiBi）」「Busy...Bom-Ba-Ya?（BiBi）」「Close Your Eyes（Sharon Chan）」「一息間的放縱（Sharon Chan）」と判明している[2]。
- 小室にとってはレコード会社・プロダクションではなく、音源・ソフトコンテンツをメーカーに供給する制作会社であり、ネット配信がメインのインターネットサービスプロバイダと解釈していた[5]。

## 来歴
- 1998年
  - 1月、小室がアジアでの活動を目的としたニューズ・コーポレーションのルパート・マードックとの合弁企業「TK NEWS」を発展する形で、ソニー・ミュージックレコーズ内部のレーベルとして設立[6]、拠点を香港に置く。小室、KEIKO、マーク・パンサーも株主であり、ジャン・ミッシェル・ジャールが経営アドバイザー、中田英寿が所属プロデューサーに就任していた。
  - 7月、「ROJAM DISCO」を設立。
- 2000年
  - 2月29日、英領ケイマン諸島を登記上の所在地とする法人「Highscale Limited」を設立[7]。
  - 4月7日、Highscale Limitedが「Rojam.com Limited」に社名変更[7]。
  - 7月12日、オーディション＆エージェントサイト「ROJAM.COM」グランドオープン。契約・プロモーション・オーディション・人気投票をインターネット上で行う[8][9]。
  - 8月11日、Rojam.com Limitedが香港で登記を行う[7]。
  - 11月6日、Rojam.com Limitedが「Rojam Entertainment Holdings Limited」に社名変更[7]。
- 2001年5月31日、香港証券取引所GEM市場に上場[10]。
- 2002年10月、吉本興業系列のレコード会社であるR and C（現・よしもとミュージック）の株式を80%取得し、同社の主要株主になるとともに、吉本興業がROJAMの主要株主となる。
- 2004年
  - 5月、小室とKEIKOがROJAMの株式を全て売却する。また、小室は同月20日付で会長兼取締役を辞任、経営から撤退した[11]。このころの株式評価損は約70億円にのぼっていた[12]。しかしその後も2008年まで専属ではないもののプロデューサー契約としては残っており、レコーディングスタジオとして利用していた。
  - 9月、R and Cの資本の残り20%を取得し完全子会社化。
  - 12月、吉本興業、ファンダンゴ（現・よしもとファンダンゴ）、フェイスの子会社となる。
- 2007年3月、ファンダンゴが当社からR and Cの全株式を取得し、フェイスが吉本興業から当社株式の29%を取得。
- 2008年1月、ROJAM DISCOが営業停止。
- 2009年
  - 9月、吉本興業とフェイスが当社の保有株式を5%残して、中国系投資会社のマーベル・ボーナス・ホールディングスに売却[13]。
  - 12月3日、登記上の本社所在地をケイマン諸島から英領バミューダ諸島に移転[7]。
- 2011年
  - 4月、香港のeSunホールディングス、アリババグループ創業者の馬雲が設立した投資ファンド「雲鋒基金」、新浪の3社共同でROJAMを4億9千万香港ドルで買収し[14]、6月にeSunの子会社となる。
  - 8月23日、社名を「Media Asia Group Holdings Limited」に変更、同時に中国語名称「寰亞傳媒集團有限公司」を制定[15]。eSun傘下のエンターテイメント企業集団であるメディアアジアグループの持株会社として再編された。
- 2023年3月、eSunの完全子会社となる。これに伴い3月21日をもって上場廃止となった[16]。

## 制作作品

### ROJAMレーベルより発表された作品
Celina
- GOOD NEWS, BAD NEWS（2000年7月15日発売、5681001-7）※日本未発売

Zoie
- 全力愛（シングル、2000年8月5日発売、5681002-7）※日本未発売

TM NETWORK
- MESSaGE（シングル、2000年8月10日発売、5681003-7）
- IGNITION, SEQUENCE, START（シングル、2000年10月25日発売、5681006-7）
- We Are Starting Over（シングル、2000年11月27日発売、5681007-7）
- Major Turn-Round（アルバム、2000年12月25日発売、5681002-2）
- Major Turn-Round（アナログ盤、2001年発売、5681001-9）

Kiss Destination
- 口笛に咲く花（シングル、2000年10月25日発売、5681005-7）
- Sweet Memories（シングル、2000年11月27日発売、5681008-7）

宇都宮隆
- RUNNING to HORIZON（シングル、2001年8月1日発売、5681009-7）
- LOVE-ICE（シングル、2001年9月24日発売、5681010-7）
- LOVE-iCE（アルバム、2001年10月25日発売、5681004-2）

木根尚登
- 浮雲（ミニアルバム、2001年9月1日発売、5681003-2）
- 徒然（ミニアルバム、2001年11月26日発売、5681005-2）

### 制作に参加した作品
- 1998年 TK1998 「LATEST WORKS」 プロダクションの監修
- 1998年 華原朋美 「nine cubes」 プロダクションの監修
- 1998年 globe 「Relation」 プロダクションの監修
- 1999年 未来玲可 「海とあなたの物語たち」 プロダクションの監修
- 1999年 鈴木あみ 「SA」 プロダクションの監修
- 1999年 tohko 「cure」 プロダクションの監修
- 1999年 Ring 「TEEN'S RING」 プロダクションの監修
- 2000年 安室奈美恵 「GENIUS 2000」 プロダクションの監修
- 2000年 鈴木あみ 「infinity eighteen vol.1」 プロダクションの監修
- 2000年 鈴木あみ 「INFINITY EIGHTEEN Vol.2」 プロダクションの監修
- 2000年 安室奈美恵 「break the rules」 プロダクションの監修
- 2000年 TM NETWORK 「Major Turn-Round」 プロダクションの監修
- 2001年 globe 「outernet」 共同制作
- 2001年 globe 「garden」 共同制作
- 2001年 Kiss Destination「AMARETTO」制作
- 2001年 globe 「try this shoot」 共同制作
- 2001年 globe 「global trance」 共同制作・プロダクションの監修
- 2001年 globe 「Stop! In the Name of Love」 共同制作
- 2001年 Kiss Destination 「AMARETTO」 制作
- 2001年 GABALL 「REPRESENT 01」 プロダクションの監修
- 2001年 木根尚登 「浮雲」 プロダクションの監修
- 2001年 宇都宮隆 「LOVE-iCE」 プロダクションの監修
- 2001年 木根尚登 「徒然」 プロダクションの監修
- 2004年 小室哲哉・松本零士 「ZOIDS FUZORS ORIGINAL SOUND TRACKS」 制作

## 系列会社
- Rojam USA

小室が関与する原盤の制作会社。
- ROJAM INTERNATIONAL

- ROJAM Pictures,inc.（映像製作会社、ロサンゼルス・日本に設立）
- ROJAM DISCO（上海市・蘇州市に設立）
- ROJAM Studios

小室の個人スタジオ。
「ROJAM Studios（ROJAM TECHNOLOGY JAPAN Studiosと表記されることもあった）」「ROJAM TECH FIVE STUDIO」の2スタジオが東京に設立されていた。現在は2つのスタジオとも閉鎖し存在していない。
ROJAM TECH FIVE STUDIOは小室の当時の自宅を改造して作られ、大まかな旋律と音色作りに使用された。
ROJAM Studiosは、東京都品川区勝島の倉庫を改造して作られ、400坪という広大な敷地の中に2つのメインスタジオに定まらず、いくつもの仕切りの中にあらゆる種類のシーケンサーと7000万円以上したというコンソール類が設置されていた。久保こーじ・木根尚登・岩佐俊秀・村上章久・DJ DRAGON・松本零士専用のスタジオがあった。最終的なミキシング作業はここで行われた。
小室の趣味で内装は「メタルギアソリッド」をイメージした近未来的な空間と、「ちょっと勘違いした」日本文化を折衷させた。且つ全区画にビデオカメラを設置して映像を確認することにより、より的確なコミュニケーションと防犯に役立てた。
2004年以降は制作上では「ROJAM Studios」以外表示されなくなっていた。
小室の経営撤退後は小室の個人スタジオと兼ねてR and C運営の通常営業の録音・予行演習スタジオとしても営業し、2010年頃には完全閉鎖し、原状復帰された。

## かつて所属していたアーティスト
- TM NETWORK
  - 小室哲哉（プロデューサー契約）
  - 宇都宮隆（プロデューサー契約）
  - 木根尚登（プロデューサー契約）
- 久保こーじ（プロデューサー契約）
- 葉山たけし（プロデューサー契約）
- 浅倉大介（プロデューサー契約）
- DJ DRAGON（プロデューサー契約）
- 葛城哲哉（プロデューサー契約）
- 安室奈美恵
- globe
  - マーク・パンサー（プロデューサー契約）
- 華原朋美
- 未来玲可
- tohko
- Ring
- 鈴木あみ
- 甲斐よしひろ
- Kiss Destination
- MIYUKI
- 坂口実央
- 566 featuring 中野さゆり
- BALANCe
- GABALL
- 勝又亜依子
- 椎名へきる
- Licca
- Stereo Liquid
- Grace ip（葉佩雯）
- Zoie（譚凱琪）
- CELINA
- Sharon Chan
- YoYo
- BiBi
- 林建亨
- 陳好